# رسوم البوابة
رسوم البوابة (بالإنجليزية: Gate fee)‏، هي الرسوم المفروضة على كمية معينة من النفايات المتلقاة في منشأة معالجة النفايات.
في حالة مدفن النفايات يتم فرض رسوم عامة على تعويض تكلفة فتح الموقع والحفاظ عليه وإغلاقه في النهاية. تختلف رسوم البوابة عن رسوم إزالة النفايات وهي الرسوم المفروضة على الأشخاص في المناطق،  حيث لا يتم تغطية جمع النفايات كجزء من الضرائب المحلية.
يمكن فرض الرسوم على كل حمولة ، للطن الواحد ، أو لكل قطعة اعتمادًا على مصدر ونوع النفايات.